# Грушевські
Грушевські — український рід, що бере свій початок з XVIII ст. на Чигиринщині з греко-католицьких священиків, дияконів, дячків і паламарів, що писалися прізвищем Груша, якому згодом надали типової шляхетської форми.

## Походження
На думку дослідника Володимира Кривошеї слід виводити священиків Груш від дипломата, генерального писаря у 1657—1659 рр. Івана Груші. Підставою цієї гіпотези є спільність їхніх прізвищ та мешкання священиків Груш поблизу козацької столиці Чигирина, де й працював у гетьманській канцелярії Іван Груша.
Відомо декілька шляхетських родів із прізвищем Грушевський та Ґрушевський, Ґрушовський, які мали різне походження і користувалися різними гербами. Частина Грушецьких часом писалася Грушевські. Із Грушевських дуже цікавим є рід герба Корчак, який походить, як вважають, із галицьких бояр часів Галицько-Волинської держави та Руського королівства.

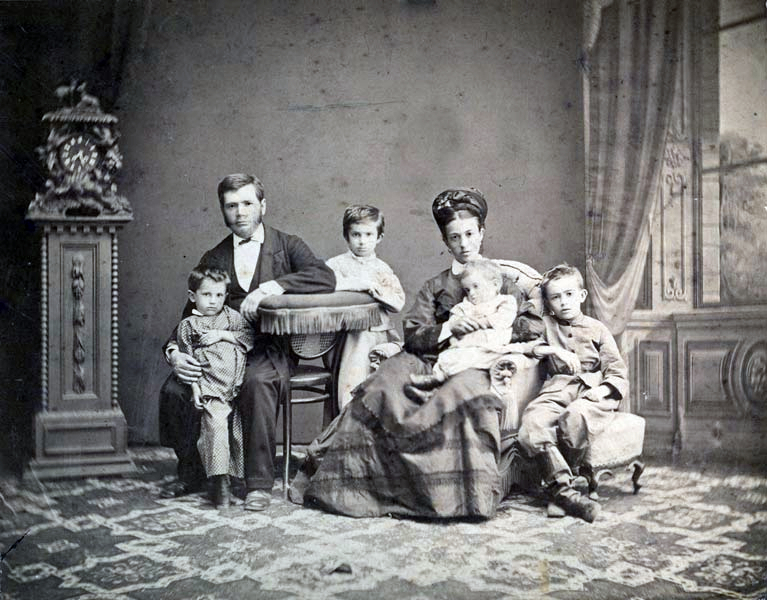
Сергій Федорович та Глафіра Захарівна Грушевські з дітьми. Зліва направо: Захар, Ганна, Федір, Михайло. Ставрополь, бл. 1876 р.

## Рід
Детально генеалогічне дерево Грушевських описано в книзі науковців Музея історії Києва та Історико-меморіального музею Михайла Грушевського «Я був їх старший син (рід Михайла Грушевського)» (видавництво «Кий», 2006 рік).
I
- Данило Груша (також Грушка і Грушевський) (? — бл. 1787) — православний священик церкви св. Параскеви с. Худоліївка на Чигиринщині (з 1746 р.). Рукоположений молдавським православним митрополитом Никифором 12 липня 1746 року.[3]

II
- Груша Петро Данилович (1749 — бл. 1787)
- Грушев Василь Данилович (бл. 1757 — бл. 1808) — паламар;

+ Груша Меланія Семенівна (бл. 1759 — бл. 1804).
III
- Грушевський Федір Васильович (бл. 1791—1851) — священик Преображенської церкви с. Лісники на Київщині (1836—1851 рр.);

+ Ботвиновська Марія Кирилівна (бл. 1798 — бл. 1875) — донька священика із Суботова.
IV
- Грушевський Григорій Сергійович (бл 1791—1851)
- Грушевський Сергій Федорович (1830–1901) — український професор, педагог, організатор народної освіти, публіцист, дійсний статський радник (рос. статский советник), меценат, батько Михайла Грушевського, Олександра Грушевського, Ганни Шамрай-Грушевської.[4]

+ Глафіра Захарівна Оппокова (1814—1895)
V
- Грушевський Марко Федорович (1865—1938)
- Грушевський Григорій Миколайович (1867—1938) — протопоп Української автокефальної православної церкви, брат в четвертому поколінні Михайла Грушевського, батько Сергія Грушевського.

+ Ольга Володимирівна Ранцова.
- Грушевський Михайло Сергійович (1866–1934) — відомий український історик та керівник Центральної Ради.

+ Марія-Іванна Сильвестрівна Воятківська (1868—1948) — українська вчителька, перекладач.
- Грушевський Олександр Сергійович (1877—1942) — дослідник історії України, літературознавець, етнограф, археограф, журналіст. Дійсний член НТШ, член Центральної Ради.

+ Ольга Олександрівна Парфененко (1876—1961) — український історик, літературознавець, шевченкознавець, бібліотекар, букініст.
- Шамрай-Грушевська Ганна Сергіївна (1869–1943) — український історик і перекладач.
- Грушевський Сергій Григорович (1892—1937) — український історик, професор, племінник Михайла Грушевського.

+ Ольга Никифорівна Левитська.
- Грушевський Лев Григорович (1894—1937) — український історик, професор, племінник Михайла Грушевського.

+ Лідія Вікторівна Радзімовська.
- Грушевський Василь Григорович (1896—1915) — прапорщик, загинув на фронті Першої світової війни.
- Грушевська Катерина Михайлівна (1900—1943) — — етносоціолог, фольклорист, етнограф, культуролог, перекладач з європейських мов, секретар Українського соціологічного інституту у Відні (1919–1924), керівник Кабінету примітивної культури ВУАН (1925–1930), редактор часопису «Первісне громадянство і його пережитки в Україні» (1926–1930), дійсний член НТШ у Львові (з 1927).

VI
- Гукович Валерія Олександрівна (1925—2013) — лікарка-оториноларинголог, ЛОР-хірург, доктор медичних наук. Бабуся Валерії Гукович, Євдокія Грушевська, була двоюрідною сестрою Михайла Грушевського.